# 花叶竹芋
花叶竹芋（学名：Maranta bicolor），为竹芋科竹芋属下的一个植物种。种名 bicolor 意为“二色的”。